# Marachernes simulans
Espèce
Marachernes simulans est une espèce de pseudoscorpions de la famille des Chernetidae.

## Distribution
Cette espèce est endémique du Victoria en Australie. Elle se rencontre vers Beaconsfield Upper.

## Description
La femelle holotype mesure 2,80 mm et le mâle paratype 2,88 mm.

## Publication originale
- Harvey, 1992 : A new genus of myrmecophilous Chernetidae from southern Australia (Pseudoscorpionida). Records of the Western Australian Museum, vol. 15, p. 763-775 (texte intégral).